# Coccothorax quadrinodosus
Coccothorax quadrinodosus is een keversoort uit de familie boktorren (Cerambycidae). De wetenschappelijke naam van de soort en van het geslacht Coccothorax is voor het eerst geldig gepubliceerd in 1917 door Christopher Aurivillius.
Het is de enige soort van het geslacht Coccothorax. De soort werd door Eric Mjöberg ontdekt in Cedar Creek, Queensland (Australië).